# Bernhard Adalbert Emil Koehne
Bernhard Adalbert Emil Koehne (12 février 1848 – 12 octobre 1918) est un botaniste et dendrologiste prussien né près de Striegau, arrondissement de Schweidnitz (province de Silésie).

## Biographie
Koehne était professeur de botanique à Berlin et était une autorité de premier plan pour les plantes de la famille Lythraceae. Dans le traité d'Adolf Engler Das Pflanzenreich (« Le Royaume des plantes »), il est l'auteur du chapitre sur les Lythraceae. Il a aussi effectué des contributions importantes impliquant les Lythraceae dans Die Natürlichen Pflanzenfamilien (« Les Familles de plantes naturelles ») d'Engler et Karl Prantl, ainsi que dans Flora Brasiliensis de Karl Friedrich Philipp von Martius.
Koehne a également publié le Deutsche Dendrologie (« Dendrologie allemande ») en 1893. Le genre de plantes Koehneola (en) (famille des Asteraceae) est nommé en son honneur.